# Watermark (filme)
Watermark (Brasil: Marca da Água ) é um documentário canadense de 2013, dirigido por Jennifer Baichwal e Edward Burtynsky.
Foca no uso histórico e atual da água. A produção foi filmada em diversas partes do mundo, como na China, na Índia e nos Estados Unidos.